# Artem Bondarenko
Pour les articles homonymes, voir Bondarenko.
Artem Bondarenko (en ukrainien : Артем Юрійович Бондаренко), né le 21 août 2000 à Tcherkassy, est un footballeur ukrainien qui évolue au poste de milieu offensif au Chakhtar Donetsk.

## Biographie

### Carrière en club
Issu de la formation du Chakhtar Donetsk, Artem Bondarenko signe son premier contrat professionnel avec le club de Donetsk en 2020.
Il fait ses débuts pour le Chakhtar Donetsk le 1er mars 2020 lors d'une défaite 1-0 contre le FC Vorskla Poltava en Premier-Liha. Il s'installe par la suite dans la rotation du champion ukrainien pour cette fin de saison, avant d'être prêté à Marioupol pour la saison suivante.
Marquant son premier but le 18 septembre 2020 en Premier-Liha ukrainienne, Bondarenko va s'épanouir dans l'élite ukrainienne ave le club de Marioupol. Le 3 avril 2021, il marque notamment son premier triplé contre l'Inhoulets Petrove, qui est également devenu le premier triplé de la saison 2020-21 ukrainienne, ce qui lui vaut d'être élu meilleur joueur de la 20e journée de championnat.

### Carrière en sélection
International ukrainien en équipes de jeunes — ayant notamment connu les espoirs à partir de 2020 — Artem Bondarenko est convoqué une première fois en équipe d'Ukraine senior par Andriy Chevtchenko en mai 2021, pour la préparation de l'Euro 2021,.

## Palmarès
| Chakhtar Donetsk - Championnat d'Ukraine (1) : - Champion en 2019-20. |